# Cada vez cadáver
Cada vez cadáver es el séptimo álbum de estudio de la banda española de rock and roll Fito & Fitipaldis, lanzado el 24 de septiembre de 2021 por Warner Music Spain y producida por Carlos Raya junto a una nueva gira en 2022, “Cada vez cadáver Tour”.
Es el primer disco de la banda que no contiene una versión de un artista español, sino que incluye una versión de «Transporte» del músico uruguayo Jorge Drexler.

## Contexto y producción
Después de un largo periodo de inactividad, Fito Cabrales decidió regresar al estudio para grabar nuevo material. La producción del disco estuvo a cargo de Carlos Raya, quien ha trabajado con la banda en producciones anteriores. El álbum fue grabado en varios estudios de España y contó con la colaboración de músicos reconocidos en la escena del rock y el blues.

## Estilo y contenido
El álbum continúa con el estilo característico de Fito & Fitipaldis, mezclando el rock and roll y el blues con pop. Las letras de Fito Cabrales abordan temas introspectivos, a menudo reflexionando sobre el paso del tiempo, la vida y la muerte, lo que queda reflejado en el título del álbum. 

## Lista de canciones
1. Cada vez Cadáver
2. Cielo hermético
3. Fantasmas
4. A quemarropa
5. Las palabras arden
6. Si me ves así
7. Quiero gritar
8. En el barro
9. A morir cantando
10. Transporte

## Gira
Para promocionar el álbum, Fito & Fitipaldis emprendieron una gira por España, que comenzó en marzo de 2022. La gira fue un éxito rotundo, con varias fechas agotadas y una gran acogida por parte del público, demostrando el cariño y la lealtad de sus seguidores.

## Nominaciones y premios
| Año  | Premio         | Categoría           | Resultado | Ref.  |
| ---- | -------------- | ------------------- | --------- | ----- |
| 2022 | Premios Odeón  | Álbum del Año       | Nominado  | [ 7 ] |
| 2022 | Premios Odeón  | Mejor Álbum Rock    | Ganador   | [ 7 ] |
| 2022 | Premios Odeón  | Artista Odeón Rock  | Nominado  | [ 7 ] |
| 2022 | Grammy Latinos | Mejor álbum de rock | Nominado  | [ 8 ] |
| 2023 | Premios Odeón  | Gira del Año        | Ganador   | [ 9 ] |

## Recepción crítica
Alejandro Caballero Serrano de MondoSonoro clasificó el disco un siete sobre diez que destacó que "son capaces de crear nuevas canciones a pesar de llevar más de treinta años llenando nuestra biblioteca musical. Diez pistas en las que innovan en las letras, pero poco en lo musical."

## Participantes
- Adolfo "Fito" Cabrales: Voz principal, guitarra eléctrica y acústica y líder.
- Javier Alzola: Saxofón.
- Joserra Senperena: Teclados, hammond y piano.
- Carlos Raya: Guitarra eléctrica, slide y pedal steel
- Alejandro "Boli" Climent: Bajo.
- Daniel Griffin: Batería.
- Coqui Giménez: Batería.

## Posicionamiento en listas
| Listas              | Mejor posición | Ref.   |
| ------------------- | -------------- | ------ |
| España (PROMUSICAE) | 1              | [ 11 ] |

## Certificaciones
| País   | Organismo certificador | Certificación | Ventas certificadas | Ref    |
| ------ | ---------------------- | ------------- | ------------------- | ------ |
| España | PROMUSICAE             | 1× Platino    | 40 000              | [ 12 ] |